# Robert Duvall
Robert Selden Duvall (San Diego (Californië), 5 januari 1931) is een Amerikaans film- en televisieacteur.

## Levensloop
Hij is de zoon van William Howard Duvall, een admiraal bij de United States Navy. Duvall is een nazaat van Robert E. Lee, een belangrijk Geconfedereerde generaal uit de Amerikaanse Burgeroorlog.
Na zijn opleiding aan Principia College te Elsah, Illinois te hebben afgerond in 1953 ging hij bij het Amerikaanse leger. Hij diende een jaar in de Koreaanse Oorlog, van 19 augustus 1953 tot 20 augustus 1954. Hij kreeg tijdens zijn diensttijd de rang Private First Class en werd onderscheiden met de National Defense Service Medal.
Duvall volgde vanaf 1955 een theateropleiding aan de Neighborhood Playhouse theaterschool te New York, onder Sanford Meisner. Rond die tijd bouwde hij een vriendschap op met de eveneens beginnende acteurs Dustin Hoffman en Gene Hackman. Duvall en Hoffman waren een tijd lang kamergenoten. Om geld te verdienen heeft hij gewerkt op een postkantoor, maar hij nam ontslag na zes maanden.

### Carrière
Na zijn studie aan de Neighborhood Playhouse werkte Robert Duvall in theatergezelschappen en off-Broadway. Zijn filmdebuut maakte Duvall als Boo Radley, de zwakbegaafde buurman van Gregory Peck, in To Kill a Mockingbird uit 1962. Hij speelde in die tijd voornamelijk in theaterstukken, onder andere als havenarbeider in het off-Broadway stuk A View from the Bridge, waarvoor hij in 1965 een Obie Award won. Hij vond al gauw werk als karakteracteur in televisiestukken en films, waaronder The Chase (1966) tegenover Marlon Brando, Robert Altmans Countdown (1968) en Francis Ford Coppola's The Rain People (1969). In beide laatste films speelde hij samen met James Caan. In de films uit deze tijd toonde hij zich een veelzijdig acteur, die geheel in personages kon verdwijnen, en hij werd al snel een van de meest gevraagde acteurs voor karakter- en ondersteunende rollen. Later kreeg hij grotere rollen, zoals in True Grit (1969) naast John Wayne. Hij was tevens de eerste Major Frank Burns in Robert Altmans filmversie van M*A*S*H uit 1970.
Duvall brak bij het grote publiek door met zijn rol van maffia-advocaat Tom Hagen in The Godfather uit 1972, waarvoor hij zijn eerste Oscarnominatie kreeg. In deze film werd hij herenigd met Caan, Brando en regisseur Coppola. Hij speelde de rol opnieuw in het vervolg uit 1974. In de jaren zeventig bouwde hij verder aan zijn carrière, met rollen in Network (1976) en in Coppola's Apocalypse Now (1979). Duvall maakte zich in de laatste film onsterfelijk met de tekst "I love the smell of napalm in the morning", dat tegenwoordig beschouwd wordt als een van de meest memorabele filmcitaten. Hij kreeg voor deze rol zijn tweede Oscarnominatie. In 1981 kreeg hij een derde Oscarnominatie voor The Great Santini. Twee jaar later won hij daadwerkelijk de Academy Award voor Beste Acteur voor zijn rol in de film Tender Mercies.
In 1983 regisseerde hij zijn eerste fictiefilm, Angelo My Love. In 1977 had hij al een documentaire geregisseerd. Hij heeft daarna nog twee films geregisseerd, het hooggewaardeerde The Apostle (1997) en Assassination Tango (2002). In beide films speelde hijzelf de hoofdrol. Voor zijn rol in The Apostle kreeg hij zijn vijfde Oscarnominatie.
Duvall is in die jaren actief gebleven in het theater. Hij verscheen tevens op televisie, waaronder in de miniserie Ike (1979), als Dwight D. Eisenhower, in de miniserie Lonesome Dove (1989) als Texas ranger Gus McCrae en in de televisiefilm Stalin (1992) als Jozef Stalin. Voor de laatste rollen won hij een Golden Globe. Ook was hij de voice-over in commercials voor Lexus.
In 2003 speelde hij zijn voorvader generaal Robert E. Lee in de film Gods and Generals. Datzelfde jaar was hij samen met Kevin Costner te zien in de western Open Range. Tijdens de opnames van de film brak hij enkele van zijn ribben toen hij van een paard afviel.
Zijn stem is te horen in de The Godfather-videogames.

### Privé
Robert Duvall is viermaal getrouwd geweest:
- Barbara Benjamin (1964-1975)
- Gail Youngs (1982-1986)
- Sharon Brophy (1991-1996)
- Luciana Pedraza (2004-heden)

Hij scheelt precies 41 jaar met zijn huidige vrouw, de Argentijnse Luciana Pedraza. Beiden zijn op dezelfde dag jarig, 5 januari. Hij had al zeven jaar een relatie met haar toen ze trouwden op 6 oktober 2004.
Duvall is een aanhanger van de Republikeinse Partij, en kreeg in 2001 een persoonlijke uitnodiging om aanwezig te zijn bij de inauguratie van George W. Bush.
Een van zijn hobby's is de tango, en hij is hiervoor meerdere malen naar de Argentijnse hoofdstad Buenos Aires gegaan. Hier heeft hij zijn huidige vrouw ontmoet, die zijn passie voor de dans deelt. De dans speelde een belangrijke rol in zijn film Assassination Tango uit 2002.

## Prijzen en nominaties
Robert Duvall kreeg op 18 september 2003 een ster op de Hollywood Walk of Fame. In 2005 kreeg hij de National Medal of Arts toegewezen. Daarnaast heeft hij verscheidene prijzen en nominaties ontvangen, waaronder een Oscar en vier Golden Globes.
- Academy Awards
  - 1973 - Academy Award voor Beste Mannelijke Bijrol - The Godfather (genomineerd)
  - 1980 - Academy Award voor Beste Mannelijke Bijrol - Apocalypse Now (genomineerd)
  - 1981 - Academy Award voor Beste Acteur - The Great Santini (genomineerd)
  - 1984 - Academy Award voor Beste Acteur - Tender Mercies (gewonnen)
  - 1998 - Academy Award voor Beste Acteur - The Apostle (genomineerd)
  - 1999 - Academy Award voor Beste Mannelijke Bijrol - A Civil Action (genomineerd)
  - 2014 - Academy Award voor Beste Mannelijke Bijrol - The Judge (genomineerd)
- BAFTA Awards
  - 1973 - Beste Mannelijke Bijrol - The Godfather (genomineerd)
  - 1978 - Beste Mannelijke Bijrol - Network (genomineerd)
  - 1980 - Beste Mannelijke Bijrol - Apocalypse Now (gewonnen)
- Golden Globes
  - 1980 - Beste Mannelijke Bijrol in een Film - Apocalypse Now (gewonnen)
  - 1984 - Beste Filmacteur, Drama - Tender Mercies (gewonnen)
  - 1990 - Beste Acteur in een Miniserie of Film, speciaal gemaakt voor Televisie - Lonesome Dove (gewonnen)
  - 1993 - Beste Acteur in een Miniserie of Film, speciaal gemaakt voor Televisie - Stalin (gewonnen)
  - 1999 - Beste Mannelijke Bijrol in een Film - A Civil Action (genomineerd)
  - 2007 - Beste Acteur in een Miniserie of Film, speciaal gemaakt voor Televisie - Broken Trail (genomineerd)
  - 2014 - Beste Mannelijke Bijrol in een Film - The Judge (genomineerd)
- Filmfestival van Venetië
  - 1981 - Pasinetti Award - True Confessions (gewonnen)
  - 1985 - Pasinetti Award - The Lightship (gewonnen)
- Emmy Awards
  - 1989 - Beste Acteur in een Miniserie of Special - Lonesome Dove, deel II "On the Trail" (genomineerd)
  - 1993 - Beste Acteur in een Miniserie of Special - Stalin (genomineerd)
  - 1997 - Beste Acteur in een Miniserie of Special - The Man Who Captured Eichmann (genomineerd)
- Golden Raspberry Awards
  - 1993 - Slechtste Bijrol - Newsies (genomineerd)
  - 1996 - Slechtste Bijrol - The Scarlet Letter (genomineerd)
  - 1996 - Slechtste Filmkoppel - The Scarlet Letter (genomineerd met Demi Moore en Gary Oldman)

## Filmografie

### Als acteur
- To Kill a Mockingbird (1962) - Arthur 'Boo' Radley
- Captain Newman, M.D. (1963) - Capt. Paul Cabot Winston
- Nightmare in the Sun (1965) - Motorrijder
- The Chase (1966) - Edwin Stewart
- Countdown (1968) - Chiz
- The Detective (1968) - Nestor
- Bullitt (1968) - Weissberg
- True Grit (1969) - Ned Pepper
- The Rain People (1969) - Gordon
- M*A*S*H (1970) - Maj. Frank Burns
- The Revolutionary (1970) - Despard
- THX 1138 (1971) - THX 1138
- Lawman (1971) - Vernon Adams
- The Godfather (1972) - Tom Hagen
- Tomorrow (1972) - Jackson Fentry
- The Great Northfield Minnesota Raid (1972) - Jesse James
- Joe Kidd (1972) - Frank Harlan
- Lady Ice (1973) - Ford Pierce
- Badge 373 (1973) - Eddie Ryan
- The Outfit (1973) - Earl Macklin
- The Conversation (1974) - The Director (niet op aftiteling)
- The Godfather: Part II (1974) - Tom Hagen
- Breakout (1975) - Jay Wagner
- The Killer Elite (1975) - George Hansen
- The Seven-Per-Cent Solution (1976) - Dr. John H. Watson / Verteller
- Network (1976) - Frank Hackett
- The Eagle Has Landed (1976) - Colonel Max Radl
- The Greatest (1977) - Bill McDonald
- The Betsy (1978) - Loren Hardeman III
- Apocalypse Now (1979) - Lieutenant Colonel Bill Kilgore
- The Great Santini (1979) - Lieutenant Colonel 'Bull' Meechum
- True Confessions (1981) - Tom Spellacy
- The Pursuit of D.B. Cooper (1981) - Gruen
- Tender Mercies (1983) - Mac Sledge
- The Stone Boy (1984) - Joe Hillerman
- The Natural (1984) - Max Mercy
- The Lightship (1985) - Calvin Caspary
- Belizaire the Cajun (1986) - The Preacher
- Let's Get Harry (1986) - Norman Shrike
- Hotel Colonial (1987) - Roberto Carrasco (Luca Venieri)
- Colors (1988) - Officer Bob Hodges
- The Handmaid's Tale (1990) - Commander
- A Show of Force (1990) - Howard
- Days of Thunder (1990) - Harry Hogge
- Rambling Rose (1991) - Daddy Hillyer
- Convicts (1991) - Soll Gautier
- Newsies (1992) - Joseph Pulitzer
- La peste (1992) - Joseph Grand
- Falling Down (1993) - Detective Martin Prendergast
- Geronimo: An American Legend (1993) - Chief of Scouts Al Sieber
- Wrestling Ernest Hemingway (1993) - Walter
- The Paper (1994) - Bernie White
- Something to Talk About (1995) - Wyly King
- The Stars Fell on Henrietta (1995) - Mr. Cox
- The Scarlet Letter (1995) - Roger Chillingworth
- A Family Thing (1996) - Earl Pilcher Jr.
- Phenomenon (1996) - Doc Brunder
- Sling Blade (1996) - Karls vader
- The Apostle (1997) - The Apostle E.F.
- The Gingerbread Man (1998) - Dixon Doss
- Deep Impact (1998) - Capt. Spurgeon 'Fish' Tanner
- A Civil Action (1998) - Jerome Facher
- Gone in 60 Seconds (2000) - Otto Halliwell
- A Shot at Glory (2000) - Gordon McLeod
- The 6th Day (2000) - Dr. Griffin Weir
- John Q (2002) - Lt. Frank Grimes
- Assassination Tango (2002) - John J. Anderson
- Gods and Generals (2003) - Gen. Robert E. Lee
- Open Range (2003) - Boss Spearman
- Secondhand Lions (2003) - Hub
- Kicking & Screaming (2005) - Buck Weston
- Thank You for Smoking (2005) - Captain
- Lucky You (2007) - L.C. Cheever
- We Own the Night (2007) - Burt Grusinsky
- Anywhere But Home (2008) - Howard
- The Road (2009) - Old Man
- Get Low (2009) - Felix Bush
- Crazy Heart (2009) - Wayne
- Jack Reacher (2012) - Cash
- A Night in Old Mexico (2013) - Red Bovie
- The Judge (2014) - Joseph Palmer
- Wild Horses (2015) - Scott Briggs
- In Dubious Battle (2016) - Bolton
- Widows (2018) - Tom Mulligan

### Als regisseur
- We're Not the Jet Set (1977)
- Angelo My Love (1983)
- The Apostle (1997)
- Assassination Tango (2002)

### Video/dvd
- Waylon Jennings: America (1986) - Dokter
- The Godfather Trilogy: 1901-1980 (1992) - Tom Hagen

### Televisie

#### Televisieseries
- Armstrong Circle Theatre - Berks (Afl. The Jailbreak, 1959)
- Playhouse 90 - rol onbekend (Afl. John Brown's Raid, 1960)
- Armstrong Circle Theatre - rol onbekend (Afl. Positive Identification, 1960)
- Great Ghost Tales - William Wilson (Afl. William Wilson, 1961)
- Naked City - Lewis Nunda (Afl. A Hole in the City, 1961)
- Cain's Hundred - Tom Nugent (Afl. King of the Mountain, 1961)
- Route - Roman (Afl. The Newborn, 1961)
- Route 66 - Arnie (Afl. Birdcage on My Foot, 1961)
- The Defenders - Al Rogart (Afl. Perjury, 1961)
- Shannon - Joey Nolan (Afl. The Big Fish, 1961)
- Naked City - Francis L. Childe (Afl. The One Marks Hot Gives Cold, 1962)
- Naked City - Johnny Meigi (Afl. Five Cranks for Winter...Ten Cranks for Spring, 1962)
- Alfred Hitchcock Presents - Bart Collins (Afl. Bad Actor, 1962)
- Naked City - Barney Sonners (Afl. Torment Him Much and Hold Him Long, 1962)
- The Untouchables - Eddie Moon (Afl. Blues for a Gone Goose, 1963)
- Route 66 - Lee Winters (Afl. Suppose I Said I Was the Queen of Spain, 1963)
- The Fugitive - Eric Christian (Afl. Never Wave Goodbye: Part 1 & 2, 1963)
- The Twilight Zone - Charley Parkes (Afl. Miniature, 1963)
- The Virginian - Johnny Keel (Afl. The Golden Door, 1963)
- Stoney Burke - Joby Pierce (Afl. Joby, 1963)
- Arrest and Trial - Morton Ware (Afl. The Quality of Justice, 1963)
- The Defenders - Luke Jackson (Afl. Metamorphosis, 1963)
- The Outer Limits - Louis Mace (Afl. The Chameleon, 1964)
- Kraft Suspense Theatre - Harvey Farnsworth (Afl. Portrait of an Unknown Man, 1964)
- The Outer Limits - Adam Ballard (Afl. The Inheritors: Part 1 & 2, 1964)
- The F.B.I. - Joseph Maurice Walker (Afl. The Giant Killer, 1965)
- The Fugitive - Leslie Sessions (Afl. Brass Ring, 1965)
- Voyage to the Bottom of the Sea - Zar (Afl. The Invaders, 1965)
- Combat! - Karl (Afl. The Enemy, 1965)
- The Defenders - Bill Andrews (Afl. Only a Child, 1965)
- Bob Hope Presents the Chrysler Theatre - Frank Reeser (Afl. Guilty or Not Guilty, 1966)
- The F.B.I. - Johnny Albin (Afl. The Scourge, 1966)
- Combat! - Peter Halsman (Afl. Cry for Help, 1966)
- Hawk - Dick (Afl. The Theory of the Innocent Bystander, 1966)
- Felony Squad - Albie Froehlich (Afl. Death of a Dream, 1966)
- Shane - Tom Gary (Afl. Poor Tom's A-Cold, 1966)
- T.H.E. Cat - Scorpio (Afl. Crossing at Destino Bay, 1966)
- The Time Tunnel - Raul Nimon (Afl. Chase Through Time, 1967)
- T.H.E. Cat - Laurent (Afl. The Long Chase, 1967)
- Combat! - Michel (Afl. The Partisan, 1967)
- Cimarron Strip - Joe Wyman (Afl. The Roarer, 1967)
- The F.B.I. - Ernie Milden (Afl. The Executioners: Part 1 & 2, 1967)
- The Wild Wild West - Dr. Horace Humphries (Afl. The Night of the Falcon, 1967)
- Run for Your Life - Richard Fletcher (Afl. The Killing Scene, 1968)
- Judd for the Defense - Raymond Cane (Afl. Square House, 1968)
- The F.B.I. - Joseph Troy (Afl. The Harvest, 1968)
- The Mod Squad - Matt Jenkins (Afl. Keep the Faith, Baby, 1969)
- The F.B.I. - Gerald Wilson (Afl. Nightmare Road, 1969)
- The Godfather Saga (miniserie, 1977) - Tom Hagen
- Ike (miniserie, 1979) - Gen. Dwight D. Eisenhower
- Lonesome Dove (miniserie, 1989) - Augustus 'Gus' McCrae
- Saturday Night Live - Verschillende rollen (Afl. Garth Brooks, 1998)

#### Televisiefilms
- Fame Is the Name of the Game (1966) - Eddie Franchot
- Cosa Nostra, Arch Enemy of the FBI (1967) - Ernie Milden
- Flesh and Blood (1968) - Howard
- Ike: The War Years (1978) - Gen. Dwight D. Eisenhower
- The Terry Fox Story (1983) - Bill Vigars
- Apocalypse Pooh (1987) - Gopher (stem)
- Stalin (1992) - Jozef Stalin
- The Man Who Captured Eichmann (1996) - Adolf Eichmann
- Broken Trail (2006) - Prentice Ritter
- Hemingway & Gellhorn (2012) - Gen. Petrov

### Computerspellen
- The Godfather: Mob Wars (2006) - Tom Hagen (stem)
- The Godfather: The Don's Edition (2007) - Tom Hagen (stem)
- The Godfather: Blackhand's Edition (2007) - Tom Hagen (stem)